# Califanthura anophthalma
Califanthura anophthalma är en kräftdjursart som först beskrevs av Oleg Grigor'evich Kussakin och Galina S. Vasina 1982.  Califanthura anophthalma ingår i släktet Califanthura och familjen Paranthuridae. Inga underarter finns listade i Catalogue of Life.